# اسکوگن
اسکوگن (به لاتین: Skogn) یک منطقهٔ مسکونی در نروژ است که در لوانجر واقع شده‌است. اسکوگن ۱٫۱۲ کیلومتر مربع مساحت و ۱٬۹۶۱ نفر جمعیت دارد و ۵۰ متر بالاتر از سطح دریا واقع شده‌است.